# Benilde o la Vergine Madre
Benilde o la Vergine Madre (Benilde ou a Virgem Mãe) è un film del 1975 diretto da Manoel de Oliveira.

## Trama
La giovane Benilde, orfana di madre, soffre di sonnambulismo e scopre di essere incinta. Pensa che la gravidanza sia opera dello Spirito Santo dato che è certa di non aver avuto rapporti sessuali. A constatarlo era stato chiamato il medico contattato da Genoveva, la cameriera, preoccupata del suo stato di salute. Le persone intorno a lei sono stravolte, soprattutto il padre, che la ripudia. Costui aveva scelto per la propria famiglia quella casa isolata situata nella regione dell'Alentejo per proteggerla dalle insidie della modernità. Il prete nega il fatto chiedendo un'altra spiegazione al dottore, che non comprenda alcun rapporto fisico. La zia Etelvina vorrebbe strappargli la verità, una verità che, dal modo attraverso il quale pone le questioni, sembra però già a proprio appannaggio. Eduardo il cugino, che è anche il fidanzato, vorrebbe che il loro progettato matrimonio andasse comunque in porto e ammette di avere approfittato di lei durante le crisi di sonnambulismo. Genoveva pensa che il pazzo che vaga nella notte nei paraggi abbia approfittato di lei.  Ciò che percepisce Benilde è soltanto la violenza che divampa intorno alla propria persona e sceglie di lasciarsi morire lasciando nel padre il dubbio che il destino della figlia segua lo stesso percorso della follia che aveva preso la madre. Eduardo rimane come ipnotizzato dalla situazione priva di vie di uscita e ripete parole come sotto shock che esprimono la certezza di ritrovarsi ancora insieme in un altro spazio e tempo, nell' al di là, si intuisce.

## Accoglienza
È stato scritto che il film è parte «della trilogia di Oliveira sul tema dell' "amore frustrato" iniziata con Il passato e il presente (il solo altro film del maestro arrivato anche al pubblico italiano) e proseguita in crescendo con Benilde o la Vergine Madre e Amore di perdizione», trilogia dell'amore assoluto che avrà l'epilogo in Francisca.